# Patricio Hurtado
Edwin Patricio Hurtado (9 agosto 1970) è un ex calciatore ecuadoriano, di ruolo difensore. Ha giocato per la nazionale di calcio ecuadoriana per 9 anni, totalizzando 10 presenze.

## Carriera

### Club
Ha giocato prevalentemente all'LDU Quito, al quale è arrivato nel 1994 dall'El Nacional. Trasferitosi più tardi al Técnico Universitario, si ritira nel 2006 nella società minore dell'Equinoccial.

### Nazionale
Dal 1991 al 2000 ha fatto parte della nazionale di calcio ecuadoriana, giocandovi dieci partite, e partecipando a due edizioni della Copa América

## Palmarès

### Club

#### Competizioni nazionali
- Campionato ecuadoriano: 3

El Nacional: 1992
LDU Quito: 1998, 1999